# Coatepec (kommun i Puebla)
Coatepec är en kommun i Mexiko.   Den ligger i delstaten Puebla, i den sydöstra delen av landet, 160 km öster om huvudstaden Mexico City. Antalet invånare är 758. Arean är 12,3 kvadratkilometer.
Terrängen i Coatepec är huvudsakligen kuperad.